# Hisamuddin
Hisamuddin, (ur. 13 maja 1898, zm. 1 września 1960) – sułtan stanu Selangor w latach 1938–1943 i 1945 do śmierci. W 1943 usunięty przez Jaończyków, został przywrócony w 1945. Od kwietnia 1960 król Malezji (Yang di-Pertuan Agong), zmarł w trakcie sprawowania funkcji.